# خير الدين مضوي
خير الدين مضوي هو مدرب كرة قدم جزائري، وهو من أبرز وأفضل مدربي وفاق سطيف. يدرب حاليا النادي الرياضي القسنطيني. 

## مسيرته الكروية
لعب خير الدين مضوي خلال مسيرته الاحترافية مع ناديين في ثمانية مواسم وسجل خلالها هدفًا واحدًا ضمن 34 مباراة. ولم يفز بأي موسم بالكأس وفاز في موسم واحد بالدوري.
خاض خير الدين مضوي مسيرته مع نادي وفاق سطيف في موسم 1997–98 في المرة الأولى واستمر معه طيلة ثلاثة مواسم ثم في موسم 2002–03 واستمر معه طيلة ثلاثة مواسم، مشاركًا طوالها في 34 مباراة سجل خلالها هدفًا واحدًا. ثم انتقل إلى نادي شباب بلوزداد في موسم 2000–01 ولمدة موسمين، حيث لم يشارك في أي مباراة ولم يسجل أي هدف.

## روابط خارجية
- خير الدين مضوي على موقع قاعدة بيانات كرة القدم.إي يو (الإنجليزية)
- خير الدين مضوي على موقع ناشيونال فوتبول تيمز (الإنجليزية)
- خير الدين مضوي على موقع Soccerway.com (الإنجليزية)
- خير الدين مضوي على موقع عالم كرة القدم.نت (الإنجليزية)
- خير الدين مضوي على موقع كووورة